# Couvreux
Couvreux (en gaumais : Couvru) est un village de la commune belge de Rouvroy situé en Région wallonne dans la province de Luxembourg. Avant la fusion de communes de 1977, il faisait partie de Dampicourt.

## Géographie
Situé en Gaume, le village est délimité à l’ouest par la frontière française qui le sépare du département de la Meuse et de la région Lorraine.

## Patrimoine
L’église est dédiée à saint Roch.
L’ancien lavoir public, situé sous l’ancienne école, est aujourd'hui aménagé en salle des fêtes.
Le calvaire « Lhommel », élevé en 1832 à l'initiative d'un villageois, Jean-Baptiste Lhommel, servit de sépulture à deux artilleurs francais tués entre Couvreux et Montquintin durant la Première Guerre mondiale. En 1967, il retrouve deux nouvelles statues de la Vierge Marie et saint Jean. Celle de sainte Scolastique est réparée. La croix de bois est remplacée en 1978.